# 커크 보빌

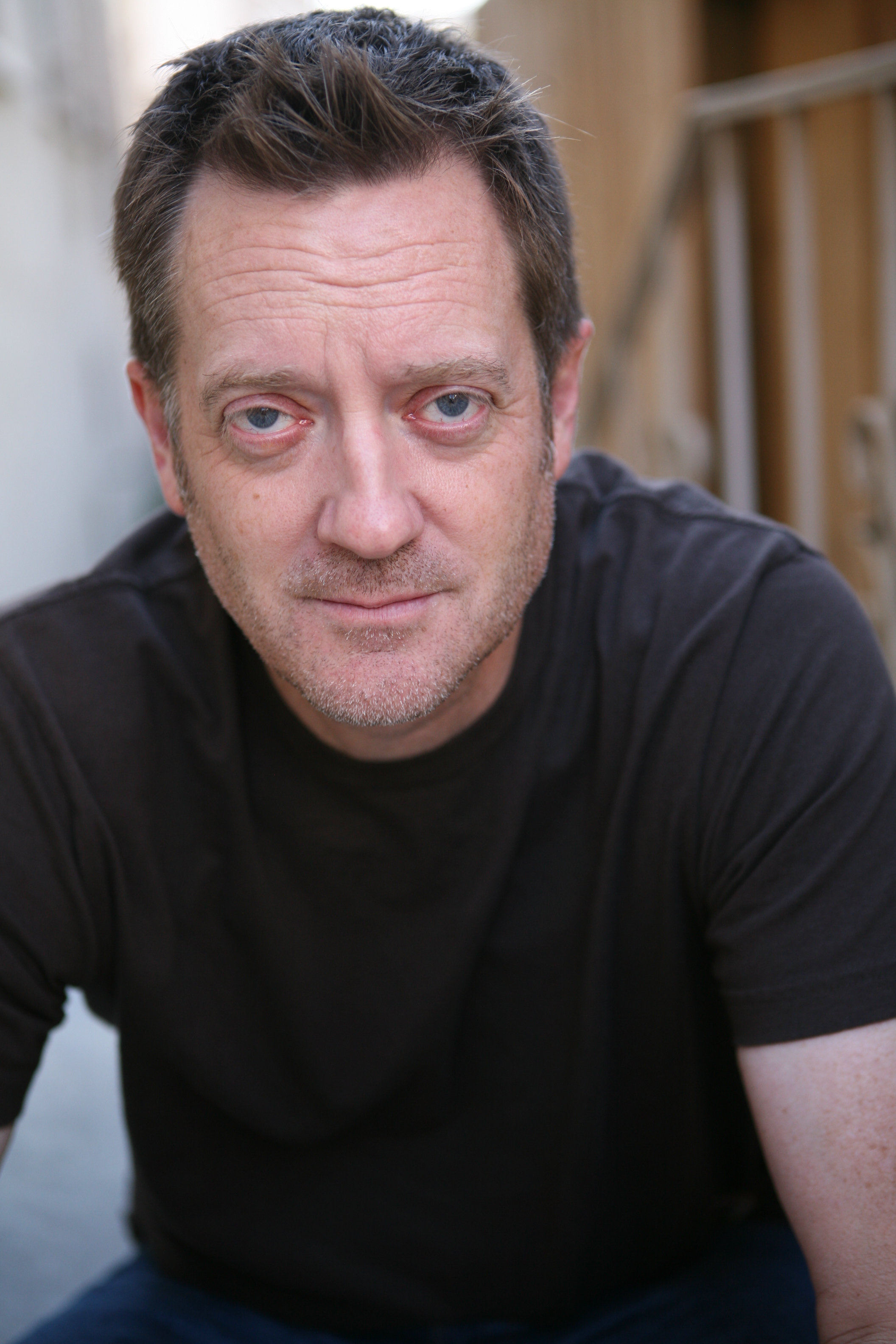

커크 보빌(Kirk Bovill, 1961년 1월 17일 ~ )은 미국의 배우이다.

## 영화
- 저스트 머시 (2019년)
- 바이스 (2018년) - 헨리 키신저 역
- 프리 스테이트 (2016년) - 상인 역
- 우리의 20세기 (2016년) - 도로시아 손님 역
- 포기브니스 (2015년)
- 더 덴 (2013년)
- 콘트라밴드 (2012년) - 승무원 역
- Fanaddict (2011년)
- 텍사스 킬링 필드 (2011년)
- 엄브웨키의 모험 (2009년)
- 써클 오브 에이트 (2009년)
- 화이트 라이트닌 (2009년)
- 프랭클리 (2005년) - 켄트 역